# Güneyyaka, Bozdoğan
Güneyyaka là một xã thuộc huyện Bozdoğan, tỉnh Aydın, Thổ Nhĩ Kỳ. Dân số thời điểm năm 2010 là 276 người.